# 대한민국 임시의정원

대한민국 임시의정원의인

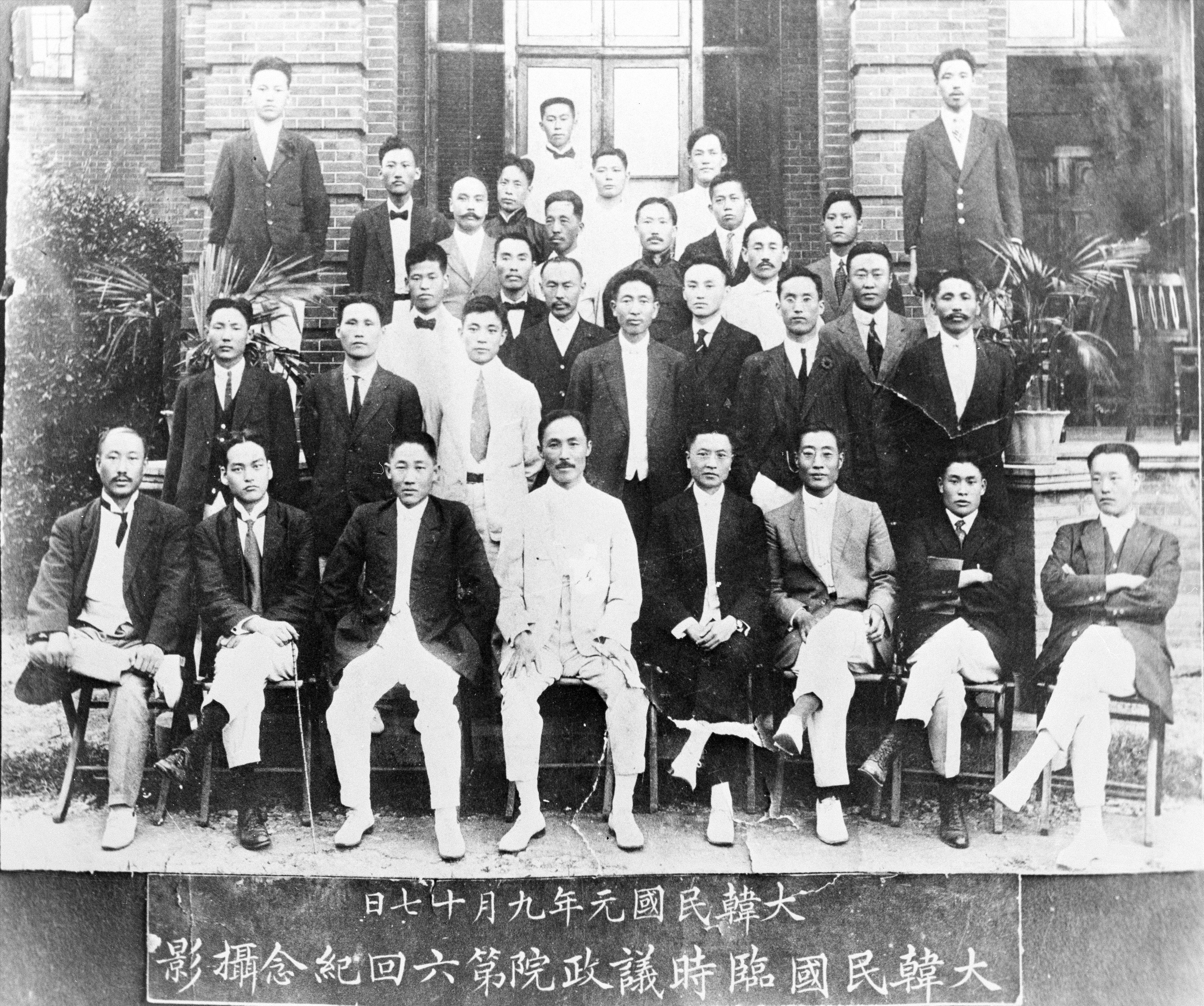
1919년 9월 17일 제6차 임시의정원 폐원식 기념 사진.

대한민국 임시의정원(大韓民國臨時議政院, 1919년 4월 10일 ~ 1946년 2월 1일)은 대한민국 임시정부의 의회이며 임시정부의 입법부의 역할을 맡았다. 임시의정원은 대한민국 임시헌법 상 한국 국민을 대표하는 단체로, 대한민국 임시의정원 의원으로 구성된다. 의회 구성은 각 도별 대표와 비례대표가 있었고, 의정원의 구성형태는 단원제 의회였다.
1919년 4월 10일 개원한 대한민국 임시의정원은 당시중화민국 상하이에 있었다. 대한민국 임시정부의 사전조직이자 임시정부의 의회이기도 했다.
4월 10일 각 도의 지역구 의원 29명을 선발한 뒤 4월 11일 의정원 투표로 상하이 임시정부 각료를 선출했다. 4월 10일의 초대 의정원 의원은 20세 이상인 자로 무기명 투표로 선출하였으나, 1919년 9월 10일의 제2대 의정원 의원 선거에는 일부 한국인 교민들이 선거, 투표에 참여하였고
1927년 4월 11일에 발표한 대한민국 임시의정원 제4차 약헌 제2장 제7조 이후에는 의정원 의원 선거권과 피선거권 연령을 만 18세의 대한민국 국민으로 규정하였다. 광복 이후 1946년 2월 1일 비상국민회의(이듬해 국민의회로 개칭)로 계승되었다.

## 임시의정원 의장, 부의장
- 임기: 의회의 회기와 동일
- 의정원 의장: 의정원 본회의에서 의원이 기명단수식 투표로 고득점자를 선출
- 의정원 부의장: 의정원 본회의에서 의원이 기명단수식 투표로 고득점자를 선출

## 의정원 의원
- 참정권
  - 선거권 - 만 18세 이상의 대한민국 국민(구 대한제국 영토의 국민이나, 독립운동자 및 재중화민국교민 일부만이 참여)
  - 피선거권 - 만 18세 이상의 대한민국 국민(구 대한제국 영토의 국민이나, 독립운동자 및 재중화민국교민 일부만이 참여)
- 정족수
  - 총의원 반수 이상이 출석 (제2차 대한민국임시헌장 제4장 제29조, 1919년 9월 11일 제정, 시행)
  - 의원 3분지 1 이상의 출석(제3차 대한민국임시헌장 제3장 제22조, 1925년 4월 7일 제정, 시행)
  - 총의원 3분의 1 이상의 출석과 출석원 과반수의 찬성(제3차 대한민국임시헌장 제2장 제9조, 1940년 10월 9일 제정, 시행) ~ 제6차 헌법에도 장, 조항 그대로 이어짐

## 설립 배경
1910년 8월 29일 대한제국과 일본 제국의 한일 합방 조약이 있은 후 한국의 독립 운동가들은 국내는 물론 러시아령, 중국령, 미국령과 같이 해외는 물론 국내에서도 주권을 찾고자 각고의 노력을 해왔고 각 지역에 산재된 임시정부를 한데 모아 일본 제국의 주권 침탈 행위에 대항하는 조직을 마련하고자 노력해왔다.
그 결과 이들 일부 독립운동가들은 정당인 신한청년당을 조직하였고, 통합 임시정부 설치 및 국민 대표자 선출을 목적으로 의회 구성을 계획하게 되었다. 1919년 4월 10일 대한민국 임시정부를 설립하기 위한 국민 대표자를 각 도별로 무기명투표로 선출, 중국령 상하이에 대한민국 임시의정원이 수립되게 된 것이다.

## 선거, 피선거권
1919년 4월 10일에는 일부 독립운동가들의 무기명 투표였으며, 1919년 4월 11일 제1차 대한민국 임시의정원 헌법 제5조에 대한민국의 인민으로 공민자격이 있는 자는 선거권 및 피선거권이 있다고 명시되었다.
1919년 9월 11일의 제2차 대한민국임시의정원 헌법 제9조에는 대한민국의 인민은 법률에 의하여 아래 각호의 권리를 가진다.와 제9조 제3항에 대한민국 인민의 선거권 및 피선거권을 보장하였고, 임시의정원 의원들의 입법, 의회 활동에 대해 제9조 제1항 법률에 의하지 아니하고는 체포 구금 신문 처벌을 받지 아니할 권리, 제2항 법률에 의하지 아니하고는 가택의 침입 또는 수색을 받지 아니할 권리를 명시하였다.
선거권과 피선거권에 대한 연령은 임시의정원 헌법 개정 중 1927년 4월 11일에 발표한 대한민국 임시의정원 제4차 약헌 제2장 제7조에 처음 명시하였다. 제4차 임시의정원 약헌 제2장 제7조에는 대한민국의 인민은 연령 만 18세가 되고 완전한 공권이 있는 이는 선거권이 있으며 연령 23세가 되고 선거권이 있는 이는 피선거권이 있다고 명시하였다.
제2장 제5조에는 의회 구성 기준법이 제정되었는데, 제5조 1항은 임시의정원은 대한민국 인민의 직접선거한 의원으로 조직한다. 제5조 2항은 각 선거구에서 선거할 수 없을 때는 각 해당 선거구에 원적을 두고 임시정부 소재지에 교거하는 광복운동자가 각 해당 선거구인의 선거권을 대행할 수 있다. 제6조에는 임시의정원은 경기, 충청, 경상, 전라, 함경, 평안 각도와 중국령교민 우리나라령교민 중 각6인 강원, 황해, 각도와 미주교민에서 각 3인을 선거한다고 하였다.
1940년 10월 9일의 대한민국임시약헌에는 피선거권을 만 18세로 규정하였다. 1940년 임시약헌 제6조에는 의원 선거권과 피선거권을 대한민국의 국민으로서 만 18세에 달하고 공민권이 있는 자는 피선거권을 가진다고 하였다. 1940년 임시약헌의 제4조에는 의회 구성을 명시하였다. 임시약헌 제4조에는 임시의정원은 대한민국 국민의 직접 선거에 의하여 선출된 의원으로 구성한다. 다만, 국내 각 선거구에서 선거 실시가 불능할 때에는 임시정부의 소재지의 교거하고, 각 당해 선거구에 원적을 가진 광복운동자가 각 당견 선거구인의 선거권을 대행한다고 하였다.

## 활동

### 결성 및 대한민국 국호 및 임시 헌장 의결
대한민국 임시의정원은 1919년 4월 10일 러시아령 연해주, 중국령, 미국령, 그리고 국내에 산재된 임시정부의 대표들 중 선출된 29명의 의원으로 개원하였다. 1919년 4월 11일까지 개최된 제1회 대한민국 임시의정원에서는 초대 의장에 이동녕 부의장에 손정도를 선출하였으며 국호를 대한민국이라고 의결하였다. 1919년 4월 11일 대한민국 최초의 헌법인 대한민국 임시 헌장을 채택하여 공포함으로써 명실상부한 대한민국 임시정부의 입법부로서의 역할을 수행하기 시작하였다. 같은 해 9월 11일에는 기존의 임시 헌장을 대폭 개정하여 대한민국 임시 헌법(大韓民國臨時憲法)을 공포했다.

### 대한민국 임시의정원의 운영
대한민국 임시의정원은 대한민국 임시정부의 입법부 기능을 수행하였다. 대한민국 임시정부가 제출하는 예산에 대한 심의 및 의결을 담당하였고 선전, 강화, 조약 체결 등의 역할을 하였다. 또한 독립운동가들의 구심점 역할을 하여 광복 투쟁에 대한 인적 양성을 도모하였다.

### 교섭단체
1940년 10월 9일부터 의정원 원내 교섭단체를 시행하였다. 이때에는 1인 정당도 존재하였다.

## 해체
1945년 8월 10일 일본의 패망과 8월 15일 일본의 천황 히로히토의 항복 선언 이후 대한민국 임시정부의 각료들과 함께 제1차, 제2차로 귀국하였다. 임시의정원은 1946년 2월 1일 비상국민회의(이듬해 국민의회로 개칭)로 계승되었다.

## 대한민국 임시의정원의 역사적 의의
대한민국 임시의정원은 역사상 처음으로 주권재민, 3권 분립의 민주정 원칙에 입각한 민주공화정제를 채택해 헌법에 반영하였다. 이는 국가의 권력을 군주에서 국민으로 옮긴 것이다.
대한민국이 독립 후 군주제를 택한 수많은 독립국가와 비교해 정부형태와 국정운영이 민주공화정에 입각해 이루어지는 것은 대한민국 임시의정원이 마련한 근대민주주의의 반석위에 있는 것이다.

## 역대 의장
1. 이동녕(李東寧) 1919년 4월 11일 ~ 1919년 4월 13일
2. 손정도(孫貞道) 1919년 4월 13일 ~ 1921년 5월 6일
3. 홍진(洪震) 1921년 5월 6일 ~
4. 홍진(洪震)  ~ 1922년 4월 3일
5. 김인전(金仁全) 1922년 4월 3일 ~ 1922년 6월
6. 조소앙(趙素昻) 1922년 6월 ~ 1923년
7. 장붕(張鵬) 1923년 ~ 1924년 2월
8. 윤기섭(尹琦燮) 1924년 2월 ~ 1924년 3월 28일
9. 조상섭(組尙燮) 1924년 3월 28일 ~ 1924년 5월 8일
10. 여운형(呂運亨) 1924년 5월 8일 ~ 1924년 5월 14일
11. 최창식(崔昌植) 1924년 5월 14일 ~ 1926년 8월 18일
12. 이동녕(李東寧)
13. 이강(李剛) 1927년 5월 6일 ~ 1927년 12월
14. 이동녕(李東寧)
15. 이동녕(李東寧)
16. 조완구(趙琬九, 임시)
17. 송병조(宋秉祚)
18. 김붕준(金朋濬)
19. 송병조(宋秉祚)
20. 김붕준(金朋濬)
21. 홍진(洪震) 1939년 10월 16일 ~ 1939년 11월 5일
22. 홍진(洪震) 1942년 10월 26일 ~ 1946년 2월 1일

## 관련 문화재
- 대한민국임시의정원 문서 - 등록문화재 제710호, 국회도서관 소장

## 같이 보기
- 대한제국 중추원
- 대한민국 국회
- 남조선과도입법의원
- 국회의사당
- 대한민국의 국회의장
- 대한민국의 정당
- 민의원
- 참의원
- 대한민국 국회의원 선거
- 최고인민회의
- 대한민국 임시 헌장
- 대한민국 임시 헌법